# Référendums liechtensteinois de 2000
Trois référendums ont lieu au Liechtenstein au cours de l'année 2000. Le premier est rejeté le 27 février 2000 sur une modification du soutien au logement, le second est approuvé de justesse le 18 juin sur l'accès à la naturalisation, et le troisième est approuvé à une large majorité le 24 septembre sur un accord avec la Suisse introduisant une taxe sur les poids lourds.

## Premier référendum

### Contenu
Le référendum porte sur une modification de la législation soutenant le logement.
Il s'agit d'un référendum facultatif d'origine populaire : dans le cadre de l'article 66 de la constitution, le projet de loi voté par le Landtag fait l'objet d'une demande de mise à la votation par un minimum de 1000 inscrits, un comité de rassemblement de signatures en ayant recueilli 1 619 dont 1 609 valides.

### Résultat
| Choix                     | Votes  | %     |
| ------------------------- | ------ | ----- |
| Pour                      | 3 037  | 33,87 |
| Contre                    | 5 930  | 66,13 |
|                           |        |       |
| Votes blancs et invalides | 169    | -     |
| Total                     | 9 136  | 100   |
| Inscrits / Participation  | 16 048 | 56,93 |

## Second référendum

### Contenu
Le référendum porte sur des amendements à la Loi sur les Droits Civils concernant la procédure de naturalisation.
Le projet d'amendement du Landtag prévoit une procédure de naturalisation accélérée après trente ans de résidence dans le pays, les années précédant l'age de quinze ans comptant double, et avec un minimum de résidence effective de cinq ans. Les candidats doivent également être bien intégré. L'interdiction de la Double nationalité est maintenue.
Il s'agit d'un référendum facultatif d'origine parlementaire : le Landtag décide de soumettre le projet de loi à la votation populaire dans le cadre de l'article 66 de la constitution.

### Résultat
| Choix                     | Votes  | %     |
| ------------------------- | ------ | ----- |
| Pour                      | 3 858  | 50,10 |
| Contre                    | 3 843  | 49,90 |
|                           |        |       |
| Votes blancs et invalides | 128    | -     |
| Total                     | 7 829  | 100   |
| Inscrits / Participation  | 16 108 | 48,60 |

## Troisième référendum

### Contenu
Le référendum porte sur un traité passé avec la Suisse voisine sur l'introduction d'une taxe sur les poids lourds, dite HVF.
Le Landtag approuve le traité le 16 juin 2000. Les milieux industriels opposés à ce surcout décident de saisir la procédure référendaire et recueillent pour cela 2207 signatures.
Il s'agit d'un référendum facultatif d'origine populaire : dans le cadre de l'article 66bis de la constitution sur les traités internationaux, le projet de loi voté par le Landtag fait l'objet d'une demande de mise à la votation par un minimum de 1500 inscrits.

### Résultat
| Choix                     | Votes  | %     |
| ------------------------- | ------ | ----- |
| Pour                      | 6 417  | 70,98 |
| Contre                    | 2 623  | 29,02 |
|                           |        |       |
| Votes blancs et invalides | 134    | -     |
| Total                     | 9 174  | 100   |
| Inscrits / Participation  | 16 173 | 56,72 |